# Aarau (stacja kolejowa)
Aarau – stacja kolejowa w Aarau, w kantonie Argowia, w Szwajcarii. Znajduje się tu 7 peronów.